# Zetzellia maori
Zetzellia maori är en spindeldjursart som beskrevs av Gonzalez 1965. Zetzellia maori ingår i släktet Zetzellia och familjen Stigmaeidae. Inga underarter finns listade i Catalogue of Life.